# Stéphanie Fotso Mogoung
Stéphanie Fotso Mogoung (25 de setembro de 1987) é uma voleibolista camaronesa. 

## Carreira
Stéphanie Fotso Mogoung em 2016, representou a Seleção Camaronesa de Voleibol Feminino nos Jogos Olímpicos de Verão no Rio de Janeiro, que foi 12º colocada.